# 夺命深渊
是2011年上映的一部澳洲與美國合拍的3D災難生存電影，由阿里斯特·格里尔森执导，編劇是约翰·加尔文（John Garvin）和安德魯·偉特。主演是理查·羅森堡、雷斯·威克菲爾德、爱丽丝·帕金逊（Alice Parkinson）、丹尼爾·衛理和艾恩·格拉法德。安德魯·偉特也是本片的监制，而詹姆斯·卡梅隆（《阿凡達》和《鐵達尼號》的導演/編劇）擔任執行製作人。本片改编自编剧安德魯·偉特在西澳大利亚探洞时的真实经历，采用《阿凡达》的3D摄像机拍摄。

## 剧情
在巴布亚新几内亚的一个原始丛林里，有一个号称洞穴之母的巨洞——伊萨·阿拉（Esa'ala Cave）。富有的探险家卡尔雇用拥有丰富洞穴探险经验的弗兰克及其团队对此巨洞进行勘查。
几个月过去了，勘探虽有见成效但进度仍显缓慢。与此同时，即将到来的强烈热带风暴使探险活动面临着迫在眉睫的危险。卡尔为此和弗兰克发生争吵，而弗兰克孤注一掷，他和身心已疲惫的女搭档茱德潜入水中，挑战有着“魔鬼之限”之称的凶险通道，不幸的是茱德因呼吸装置出问题而毙命，成为此次探险中牺牲的第一人。接下来，卡尔的女友维多莉亚和弗兰克的儿子乔希也到洞中探险。
正当队员潜入地底水洞时，风暴带来了倾盆大雨，沙石雨水滚滚落下并封死了唯一的出口。他们为了寻找出路以自救，只有靠手上仅有的器材，潜入到错综复杂的水底迷宫，找出未知的连接大海的秘道。

## 角色
| 演員                            | 角色                 | 備註                                           |
| 理查·羅森堡 Richard Roxburgh    | 弗兰克 Frank McGayre | 拥有丰富洞穴探险经验的探险家，洞穴探险的负责人 |
| 艾恩·格拉法德 Ioan Gruffudd     | 卡尔 Carl Hurley     | 腰缠万贯的探险家，洞穴探险活动的组织者         |
| 雷斯·威克菲爾德 Rhys Wakefield  | 乔希 Josh McGuire    | 弗兰克的儿子，最后唯一的幸存者                 |
| 爱丽丝·帕堅遜 Alice Parkinson   | 维多莉亚 Victoria    | 卡尔的女友                                     |
| 丹尼爾·衛理 Daniel Wyllie       | 乔治 George          |                                                |
| 基斯杜化·貝嘉 Christopher Baker | J.D.                 |                                                |
| 妮歌·登斯 Nicole Downs          | Liz                  |                                                |
| 艾力遜·基德里 Allison Cratchley | 茱德 Judes           |                                                |
| 克拉默·卡恩 Cramer Cain         | Luko                 |                                                |
| 安德魯·漢森 Andrew Hansen       | Dex                  |                                                |
| 约翰·加文 John Garvin           | Jim Sergeant         |                                                |

## 制作
影片改编自澳大利亚知名的探险家、潜水教练和纪录片导演安德鲁·韦特的亲身经历：他曾经和10多名伙伴在澳大利亚进行一次洞穴探险，暴雨导致13人被困在里面，进口也被封上，所以他们被迫另找其他出口以自救。此前安德鲁已经制作了40多部记录片，本片是他首次担任编剧的作品。
2001年安德鲁担任詹姆斯·卡梅隆的公司Earthship Productions的制片人，由于卡梅隆也是潜水爱好者，所以他不仅担任本片的监制，而且本片使用的3D摄影机也是《阿凡达》所用的。
拍摄地主要是在澳大利亚昆士兰州黄金海岸东边的华纳摄影棚——地下水箱内进行。另外也在南澳洲的潜水地区芒特甘比尔进行了一些拍摄。

## 票房
华语以外的国际地区收8000万美圆；中国大陆收获1.2亿人民币。
| 上一届： 《美国队长》 | 2011年中国内地一周票房冠军 第39周 9月19日—9月25日 | 下一届： 《白蛇传说》 |

| 上一届： 《我愛HK開心萬歲》 | 2011年香港一週票房冠軍 第7週 第8週 | 下一届： 《黑天鵝》 |